# Kamienica przy ulicy Słowackiego 24 w Katowicach
Kamienica przy ulicy Juliusza Słowackiego 24 w Katowicach – kamienica mieszkalna, położona przy ulicy J. Słowackiego 24 w Katowicach, na terenie dzielnicy Śródmieście. Powstała ona w 1904 roku według projektu Paula Frantziocha w stylu eklektycznym z dominującymi elementami secesji i neogotyku, a charakterystycznym elementem wystroju kamienicy są dwa wykusze w kształcie wieżyczek.

## Położenie
Kamienica znajduje się przy ulicy Juliusza Słowackiego 24 w granicach katowickiej dzielnicy Śródmieście. Położony on jest w ścisłym centrum miasta, obok jednej z reprezentacyjnej ulic miasta – ulicy 3 Maja. Budynek ten znajduje się we wschodniej pierzei ulicy, w zwartej zabudowie kwartału. Od zachodu sąsiaduje z ulicą J. Słowackiego, od północy i wschodu z zabudową oficynową centralnej części kwartału, zaś od południa z Galerią Katowicką.  
Budynek główny wraz z oficynami zajmuje cała działkę. 

## Historia

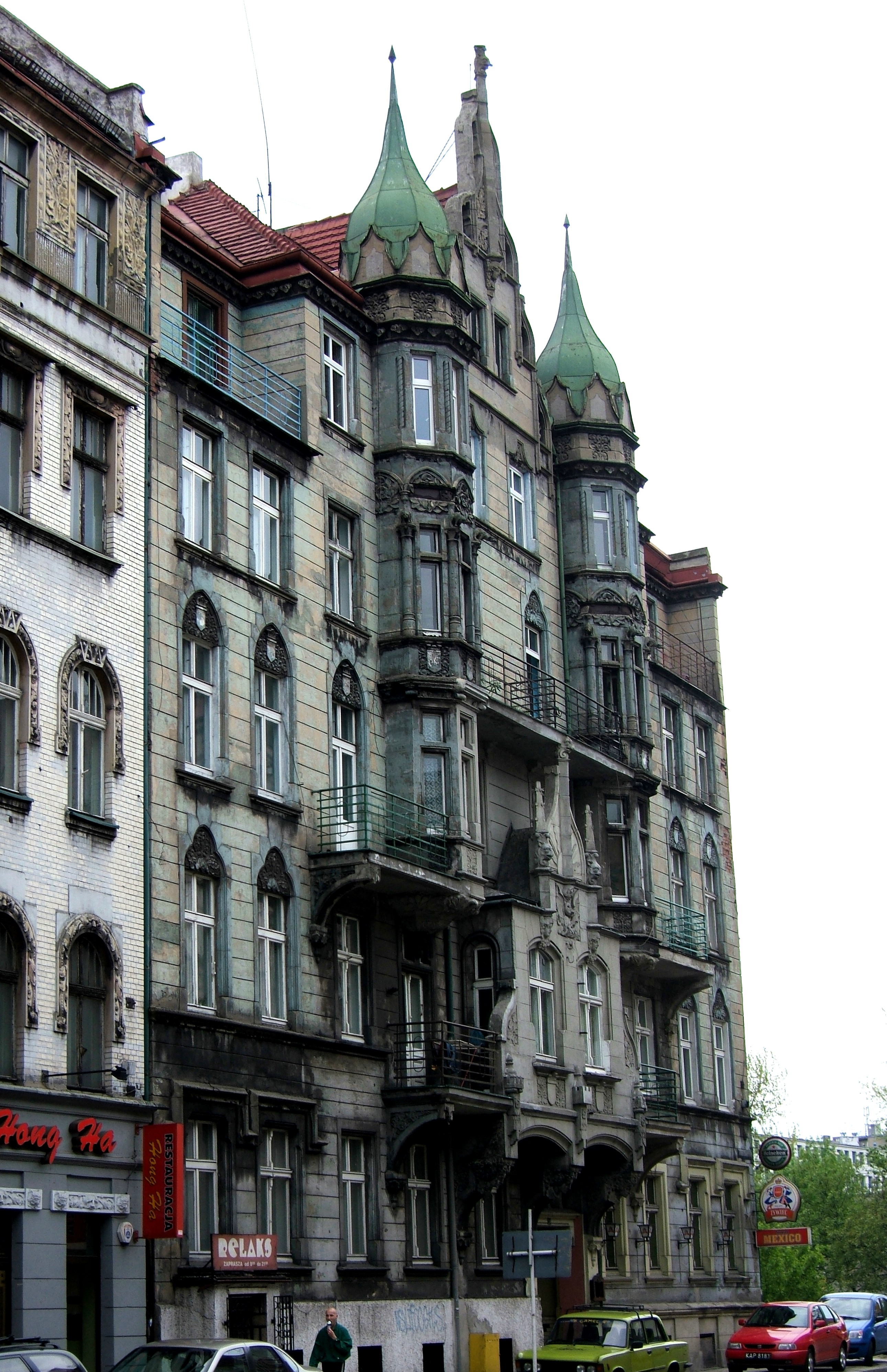
Kamienica w 2005 roku

Kamienica została wzniesiona w 1904 roku według projektu Paula Frantziocha (wg M. Nowosad powstała już w 1887 roku). Według Księgi adresowej miasta Wielkich Katowic 1935/36 r. ówczesnym właścicielem budynku pod numerem 24 było wówczas Śl. Tow. Tech. Handlowe, a w tym czasie w kamienicy prócz mieszkań mieściły się siedziby następujących firm: Warszawskie Towarzystwo wzajemnych ubezpieczeń na wypadek choroby i Polski Przemysł Kamienny. Przed 1939 rokiem, pod numerem 24 swoje biura miały Zakłady Kamieniołowe St. Grabianowski i Ska. Firma ta prowadziła eksploatację kamieniołomów, a także produkcję m.in. kostki brukowej i krawężników.
W sąsiedztwie kamienicy w 2011 roku rozpoczęła się budowa Galerii Katowickiej. Rozpoczęcie tak dużej inwestycji obok budynków doprowadziło do pogorszenia ich stanu, a największe uszkodzenia wystąpiły w kamienicy przy ulicy J. Słowackiego 24. W lipcu 2011 roku inspektor nadzoru budowlanego wydał decyzję o wysiedleniu mieszkańców z uszkodzonej pod wpływem prac budowalnych kamienicy – łącznie budynek opuściło około 60 osób, z 38 lokali mieszkalnych.
Zdaniem właściciela kamienicy, w wyniku prac budowlanych doszło do pęknięć i przesunięć ścian, drzwi i okien, a także do uszkodzenia podłóg i stropów. Właściciel wystąpił do Sądu Okręgowego o odszkodowanie. Zdaniem wykonawcy – firmy Strabag, we wrześniu 2011 roku z właścicielem kamienicy doszło do podpisania ugody regulującej wypłatę odszkodowania z tytułu utraty czynszów najmu oraz wykonania napraw budynku, lecz właściciel uniemożliwił wejście na teren kamienicy celem wykonania prac naprawczych. 
W 2014 roku kamienica ta pozostawała własnością prywatną, a w tym czasie była ona nieużytkowana. Pod względem stanu technicznego nadawała się ona do generalnego remontu. Stan ścian wewnętrznych oceniono jako zły i średni, zaś stan zewnętrznych elewacji na średni. Sklepienia i stropy były wówczas w złym stanie technicznym, tak samo jak wyposażenie i instalacje.
W maju 2016 roku kamienica pozostawała opuszczona, a także uległa aktom wandalizmu. Właściciel budynku dalej toczył spór z Galerią Katowicką o odszkodowanie. Od czasu wyłączenia budynku z użytkowania, właściciel wyliczył straty z tego tytułu na 4 mln złotych, a także nie miał już własnych środków na bieżące remonty.
W dniu 17 listopada 2017 roku na fasadzie kamienicy w ramach ówczesnej edycji wydarzenia pt. Katowice Street Art Festival został zainstalowany neon zaprojektowany przez rosyjskiego artystę Tima Radya. Na neonie pojawił się napis o treści: „SORRY BUT YOUR PRINCESS IS IN ANOTHER CASTLE”. Umieszczeniem neonu na tej kamienicy artysta tłumaczył podobieństwem budynku do zamku. Neon zaś wykonała katowicka pracownia Irsa.
Pod koniec grudnia 2021 roku w systemie REGON pod tym adresem zarejestrowane były 2 aktywne podmioty gospodarcze. Funkcjonowały wówczas też apartamenty na wynajem. 

## Architektura

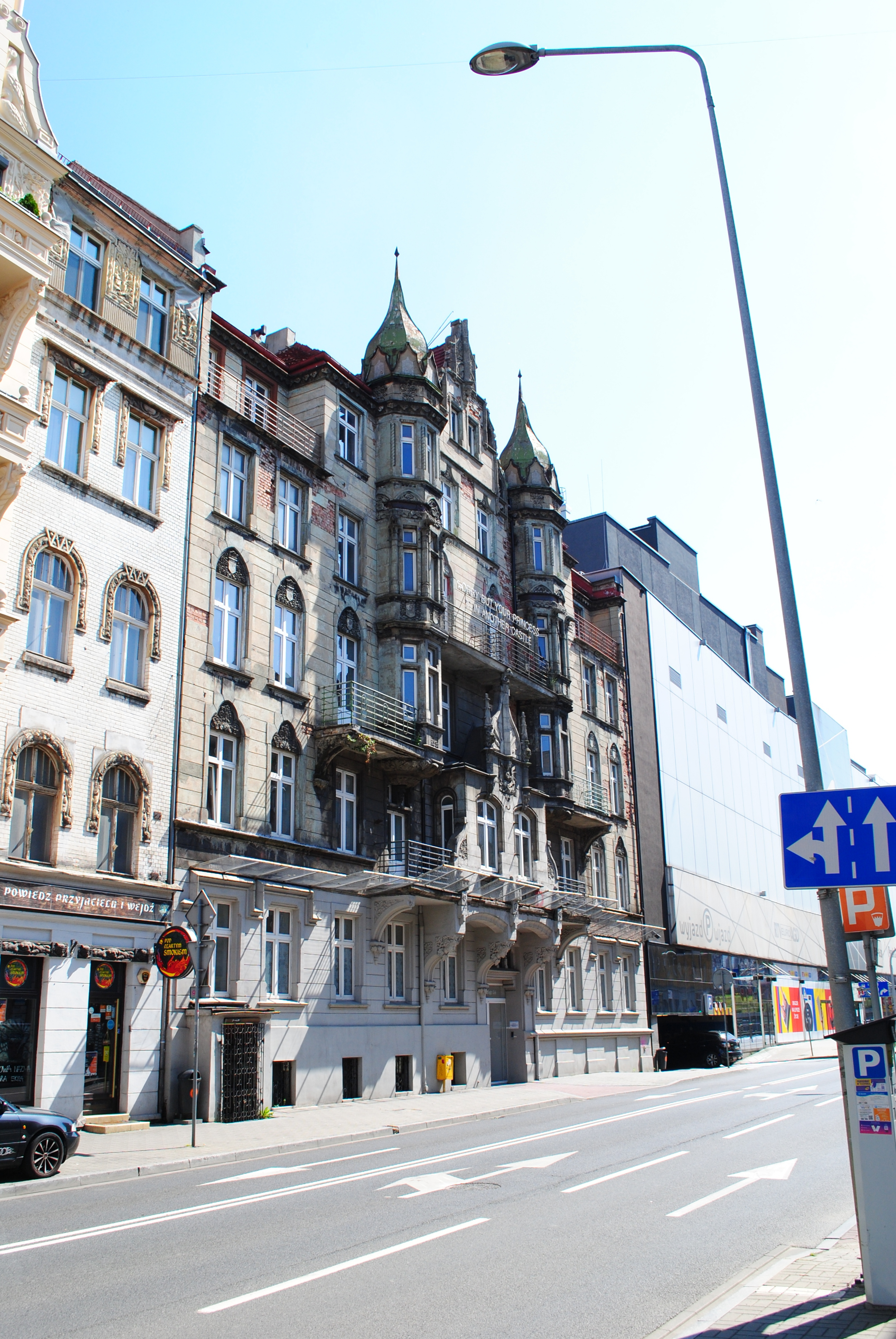
Kamienica widziana od strony północnej (2022)

Kamienica zbudowana jest w stylu eklektycznym z dominującymi dekoracjami i motywami typowymi dla stylu neogotyckiego i secesji. 
Kamienica wpisana jest do gminnej ewidencji zabytków miasta Katowice.

### Bryła i konstrukcja
Kamienica przy ulicy J. Słowackiego 24 to budynek murowany z cegły pełnej i z tynkowanymi elewacjami. Budynek główny powstał na planie litery „U”, z oficynami bocznymi i tylnymi, tworząc razem czworobok. Wewnątrz znajduje się dziedziniec, który jest mocno tektonicznie rozbudowany, tak by pomieszczenia w oficynach łapały jak najwięcej światła słonecznego. 
Kamienica ma pięć kondygnacji nadziemnych, poddasze i podpiwniczenie. Bryła budynku jest zwarta, kryta jednospadowym dachem pulpitowym opadającym ku dziedzińcowi i rozbudowanym dachem jednospadowym opadającym ku ulicy. Więźba dachowa jest drewniana, krokowo płatwiona. 
Kubatura budynku wynosi 11 696 m³, powierzchnia użytkowa 2 628 m², a powierzchnia zabudowy 856 m². Szerokość elewacji frontowej kamienicy wynosi 24,1 m, a głębokość całej kamienicy 30,6 m. Wysokość budynku do gzymsu wynosi 18,8 m, zaś do iglicy wykuszy wieżowych 25,8 m.

### Elewacja frontowa
Elewacja frontowa kamienicy posiada bardzo rozbudowaną architekturę i liczne detale sztukatorskie. Jest ona dziesięcioosiowa, zwieńczona neogotyckim schodkowym szczytem i dachem dwuspadowym, a także gzymsem z dekoracyjnym lambrekinem. Szczyty zdobione zostały dekoracjami roślinnymi i pinaklami. W szczycie znajduje się zwornik w postaci płaskorzeźbionej twarzy.
Symetryczna fasada kamienicy przecięta jest dwoma charakterystycznymi wykuszami w kształcie wieżyczek nakrytymi hełmami. Wykusze wieżowe posiadają bogatą dekorację architektoniczną. Są one trzykondygnacyjne, o zaakcentowanych kondygnacjach za pomocą gzymsów, oparte na wspornikach w kształcie mis z roślinną dekoracją sztukatorską. Płaszczyzny wykusza mocno zostały zaakcentowane elementami narożnych kolumienek i spiralnych filarków na poziomie czwartej kondygnacji. Nad głowicami kolumienek znajdują się zaś kamienne gargulce. Na wykuszach zaprojektowano wysokie okna w formie wąskiego stojącego prostokąta w prostokątnych opaskach.
Wejście główne do kamienicy położone jest w części centralnej kamienicy, w szóstej osi. Ma ono formę bramy przejazdowej zamkniętej odcinkowym łukiem. Portal wejściowy kamienicy zwieńczony jest jednokondygnacyjnym, dwuosiowym wykuszem wraz ze szczytem, a razem tworzą element na kształt zminiaturyzowanej bryły kamienicy. Ma on rozbudowaną formę architektoniczną. Oparty jest on na wspornikach tworzących dwuosiową arkadę. Wykusz ozdobiony jest płaskorzeźbą z motywem promieniującego słońca a pod nim znajduje się płycina na której przedstawiono głowę młodzieńca wystającą ponad sylwetki skrzydlatych smoków. 
Tynk na elewacji jest boniowany, co kontrastuje ze sztucznie wysmuklonymi oknami. Okna zaś na elewacji frontowej są przeważnie prostokątne, o krzyżowym podziale stolarki, zaś dwa okna wykusza nad wejściem są zamknięte łukami odcinkowymi i ujęte są we wgłębne opaski ze zwornikami w formie płaskorzeźbionych twarzy. Dekoracje pozostałych okien są zróżnicowane. Okna na drugiej i trzeciej kondygnacji są nakryte neogotyckimi naczółkami, zaś pozostałe ujęte są w tynkowane opaski. 
Balkony przylegają do wykuszy na poziomie drugiej i trzeciej kondygnacji i są one wsparte na konsolach. Dodatkowy balkon łączy wieżyczki na poziomie czwartej kondygnacji, zaś na poziomie piątej kondygnacji, w dwóch skrajnych osiach znajdują się tarasy. Balustrady balkonów i tarasów są jednorodne i zbudowane są z poziomych stalowych elementów połączonych owalnymi przęsłami.

### Wnętrza
Główny budynek jest dwutraktowy, zaś w trakcie tylnym łączy się z klatką schodową. Oficyny kamienicy są jednotraktowe z dwoma symetrycznymi klatkami schodowymi po bokach. Brama przejazdowa do kamienicy jest sklepiona kolebkowo, a we wnętrzu znajdują się schody dwubiegunowe z tralkową balustradą. Okna klatki schodowej zostały przeszklone kolorowymi szybkami. 
We wnętrzu budynku zachowano pierwotny układ pomieszczeń, zaś wystrój wnętrza w 2014 roku był mocno zdewastowany.

## Galeria
| - Wejście do kamienicy - Górna część wykusza wieńcząca portal wejściowy - Górna część fasady kamienicy z widocznymi dwoma wykuszami w kształcie wieżyczek |